# Tromotriche choanantha
Tromotriche choanantha är en oleanderväxtart som först beskrevs av John Jacob Lavranos och Harry Hall, och fick sitt nu gällande namn av P.V. Bruyns. Tromotriche choanantha ingår i släktet Tromotriche och familjen oleanderväxter. Inga underarter finns listade i Catalogue of Life.